# Биндлер, Вадим Иосифович
Вадим Иосифович Биндлер (род. 7 марта 1958, Минск) — советский акробат, чемпион СССР и Европы, абсолютный чемпион мира, Заслуженный мастер спорта СССР.
Человек, первым в мире выполнивший тройное сальто. Рекордсмен книги рекордов Гиннеса.

## Биография
Отец Биндлера занимался фехтованием и приобщал к спорту своих детей. Он и привёл Вадима в акробатическую секцию. В 14 лет Вадим Биндлер выполнил норматив мастера спорта СССР. Вскоре после этого начал тренировать выполнение тройного сальто и через два года ему удалось выполнить его на чемпионате Вооружённых сил СССР в Киеве. Это произошло 2 марта 1974 года. После этого он был включён в сборную СССР.
Окончил Минский институт физической культуры. В 1983 году оставил большой спорт. В 1987 году переехал в США, где стал обучать акробатике детей. Среди его воспитанников есть чемпионы и призёры чемпионатов США.